# Webley & Scott
Webley & Scott — британская оружейная компания, занимавшаяся производством пистолетов и ружей с 1834 года по 1979-й. В 1979 году компания попыталась прекратить выпуск огнестрельного оружия и переключиться на выпуск пневматического, однако в 2010 году выпуск охотничьих дробовиков был возобновлен.

## История
Была основана в XIX веке Уильямом Дэвисом, в 1834 году была передана его сыну Филлипу Уэбли, который начал производить спортивное капсюльное оружие.
В 1887 году револьверы Уэбли стали штатным оружием британской армии, оставаясь на вооружении до 1964 года. Однако, их производство осуществлялось не силами самой компании, а на государственной фабрике Royal Small Arms Factory в Энфилде.
В 1970 году производство оружия было выведено в отдельно подразделение W&C Scott (Gunmakers) Ltd., которое в 1985 году было продано компании Holland & Holland.
В 2006 году была выкуплена компанией Air Gun Sport.

## Собственники и руководство

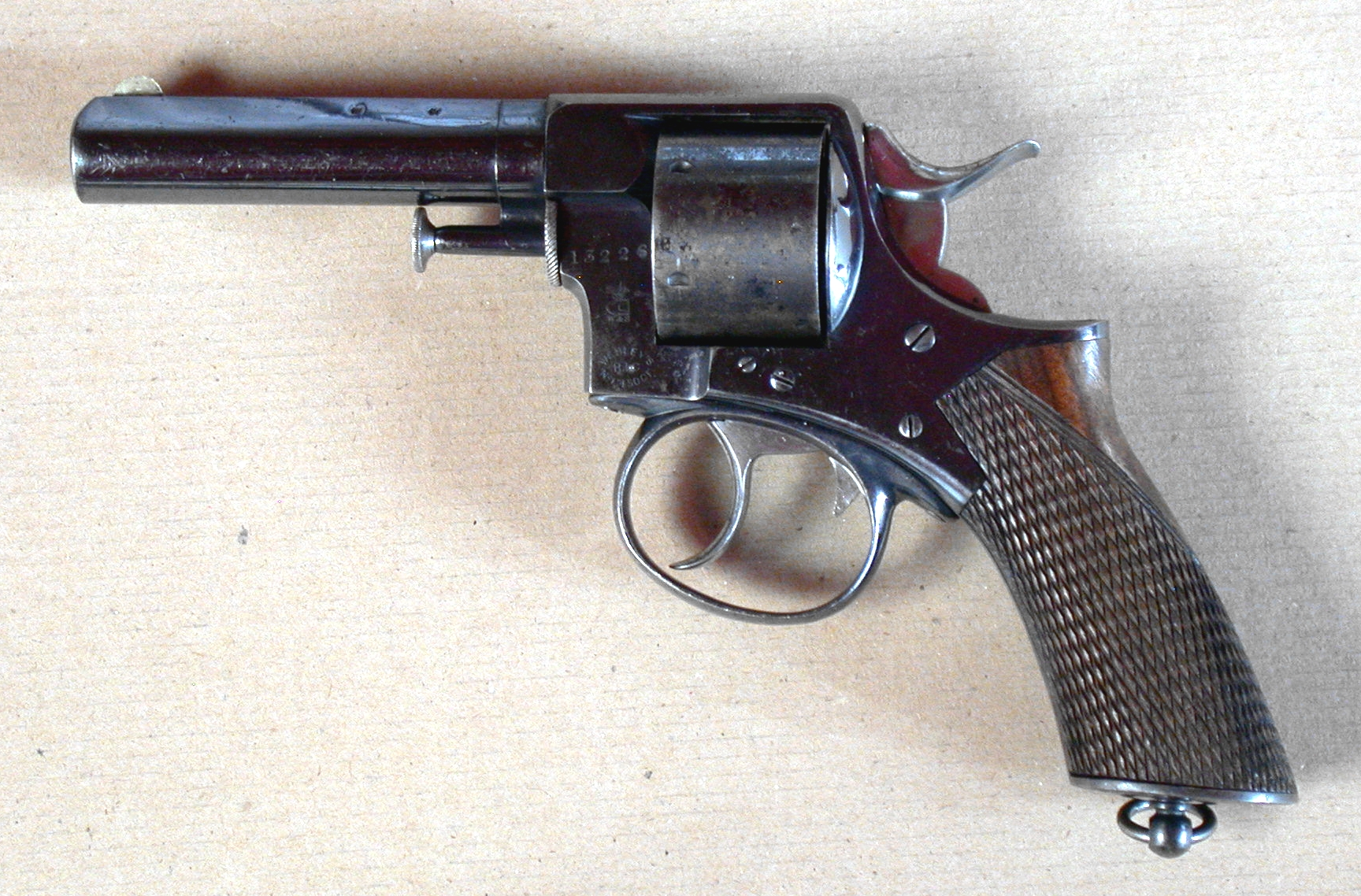
Револьвер Webley 1868 RIC No. 1

## Известная продукция
- Револьвер Webley
- Бульдог (револьвер)
- Автоматический револьвер Webley-Fosbery
- Пистолет «Mars»